# Maximilian O’Donnell von Tyrconnell
Maximilian Karl Lamoral O’Donnell von Tyrconnell (ur. 20 października 1812 w Wiedniu, zm. 14 lipca 1895 w Salzburgu) – austriacki wojskowy,  tytularny generał major cesarskiej i królewskiej Armii, honorowy obywatel Lwowa.

## Życiorys

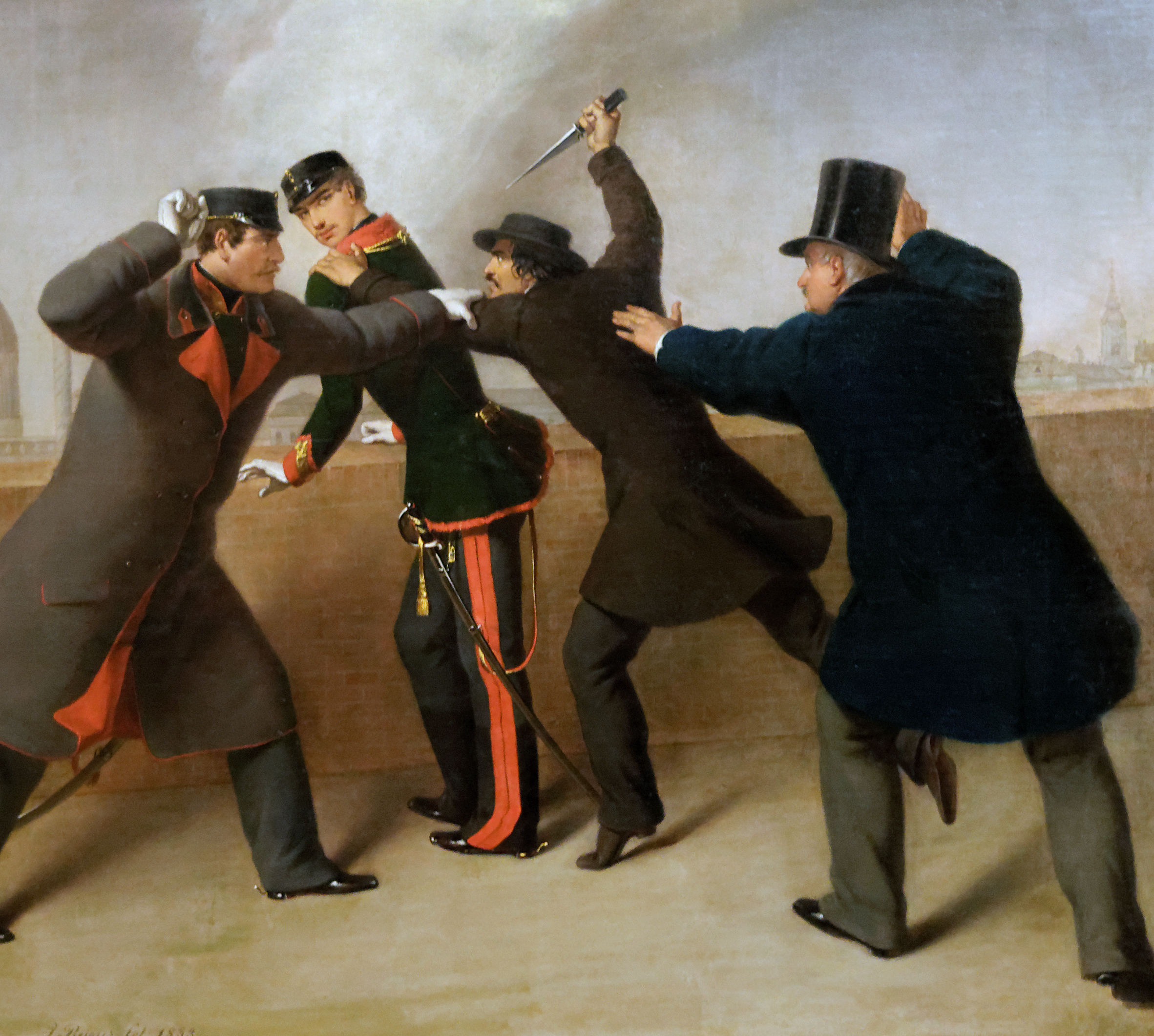
Moment zamachu na obrazie J.J. Reinera

Był synem Maurycego, irlandzkiego hrabiego i generała osiadłego w Austrii (1780–1843) oraz Christiny (1788–1867) – nieślubnej córki księcia Charlesa-Josepha de Ligne. Poślubił nie-szlachciankę Franciszkę Wagner, czym naraził się na krytykę ze strony rodziny. Nauki pobierał w szkole wojskowej w Dreźnie, po której służył w jednostkach we Włoszech i na Węgrzech. Był adiutantem cesarza Franciszka Józefa I.
18 lutego 1853 ocalił życie cesarzowi Franciszkowi, podczas próby zamachu przez węgierskiego anarchistę Jánosa Libényiego. Zamachowiec zranił cesarza w szyję, jednak dzięki szybkiej interwencji O’Donella oraz rzeźnika Josepha Ettenreicha, został szybko powstrzymany. Za ten czyn został uhonorowany medalami przez wielu europejskich władców, a cesarz Franciszek odznaczył go Krzyżem Komandorskim Orderu Cesarza Leopolda. Został także uhonorowany honorowym obywatelstwem wielu miast monarchii – m.in. Wiednia, Budapesztu, Pragi, Lublany, a 15 czerwca 1853 – Lwowa. 29 marca 1859 został przeniesiony w stan spoczynku w stopniu tytularnego generała majora.
Jako wotum dziękczynne za uratowanie życia, cesarz Franciszek wzniósł w centrum Wiednia Kościół zwany wotywnym.